# Memoria a cambiamento di fase
La Memoria a cambiamento di fase 
(nota anche come Phase-change memory, PCM o Ovonic Unified Memory, OUM) è un tipo di memoria non volatile a stato solido di nuova generazione, il cui materiale standard è una lega calcogenura composta da Germanio (Ge), Antimonio (Sb) e Tellurio (Te), chiamata GST (composizione Ge2Sb2Te5), in grado di cambiare fase (cristallina o amorfa) in modo reversibile e controllato per mezzo di una corrente di programmazione che attraversa la cella di memoria che, riscaldando in modo opportuno il GST, induce il cambiamento di fase. 

## Descrizione
L'utilizzo delle due differenti fasi in una memoria elettronica digitale nasce dall'osservazione sperimentale di una bassa resistenza elettrica per la fase cristallina (1 logico) e di un'elevata resistenza elettrica per quella amorfa (0 logico). Il medesimo materiale e il medesimo concetto di immagazzinamento digitale di informazione sono stati utilizzati a partire dai primi anni 90 nelle applicazioni per dischi ottici (CD e DVD), nei quali il cambiamento di fase del materiale comporta il cambiamento locale di riflettività.
In particolare una regione amorfa presenta bassa riflettività, mentre una regione cristallina presenta alta riflettività; la scrittura delle fasi è ottenuta in questo caso riscaldando localmente il materiale per mezzo di impulsi laser e la lettura avviene mediante impulsi laser di bassa potenza. PCM è la più promettente tecnologia di memoria non volatile, dati i sempre maggiori problemi di affidabilità delle memorie flash, allo scalare delle dimensioni della tecnologia. 
Attualmente molte società che operano nel campo dei semiconduttori sono impegnate nella ricerca e sviluppo di questa tecnologia, tra cui la californiana Intel Corporation, la coreana Samsung, l'italo-francese STMicroelectronics, la coreana Hynix Semiconductor e la tedesca Qimonda tramite i brevetti Ovonyx. Nel febbraio 2008 Intel e STMicroelectronics hanno annunciato di aver iniziato la distribuzione dei primi prototipi di memoria da 128 Mbit a cambiamento di fase.
Nel marzo 2008 nasce Numonyx, multinazionale operante nel settore delle memorie non volatili, dichiarando un ingente impegno verso la spinta alla commercializzazione della tecnologia PCM. Numonyx è stata acquisita dalla Micron Technology nel febbraio del 2010.